# Inova USP
O Centro de Pesquisa e Inovação Inova USP, estilizado como inova.USP, é um espaço multidisciplinar da Universidade de São Paulo voltado à inovação tecnológica localizado no campus Cidade Universitária da USP. O prédio abriga projetos comoː
- a plataforma científica Pasteur-USP, a principal parceria do Instituto Pasteur em São Paulo;[3]
- o C4AI, um centro de inteligência artificial em parceria da USP com a IBM e a FAPESP;[4][5]
- o Curso de Ciências Moleculares, uma opção de graduação voltada à pesquisa científica;[6]
- o COSMOS, o espaço de coworking da USP;[7]
- o Laboratório de Games e Soluções Digitais (Pateo);[8]
- o Laboratório de Biologia Sintética e Sistemas (S2B Lab);[8]
- e Soluções Inovadoras para Pesquisa Interdisciplinar (Iris).[8]

O projeto arquitetônico do edifício é assinado pelo escritório paulistano Onze Arquitetura.